# Далеке (Островський повіт)
Далеке (пол. Dalekie) — село в Польщі, у гміні Вонсево Островського повіту Мазовецького воєводства.
Населення — 83 особи (2011).
У 1975-1998 роках село належало до Остроленцького воєводства.

## Демографія
Демографічна структура станом на 31 березня 2011 року:
|          | Загалом | Допрацездатний вік | Працездатний вік | Постпрацездатний вік |
| -------- | ------- | ------------------ | ---------------- | -------------------- |
| Чоловіки | 43      | 11                 | 29               | 3                    |
| Жінки    | 40      | 10                 | 18               | 12                   |
| Разом    | 83      | 21                 | 47               | 15                   |